# Deštná
Deštná – miasto w Czechach, w kraju południowoczeskim, w powiecie Jindřichův Hradec. 
Według danych z 1 stycznia 2024, liczba mieszkańców miasta wynosi 728 osób (2087. miejsce w kraju wśród miejscowości; 590. miejsce wśród miast).

## Demografia
| Rok             | 2008 | 2016 | 2024 |
| --------------- | ---- | ---- | ---- |
| Liczba ludności | 705  | 769  | 728  |